# Mołodyńcze
Mołodyńcze (ukr. Молодинче) – wieś na Ukrainie w rejonie stryjskim (do 2020 roku w rejonie żydaczowskim) obwodu lwowskiego.
Znajduje się tu przystanek kolejowy Mołodyńcze, położony na linii Lwów – Czerniowce.

## Historia
Pod koniec XIX w. wieś w powiecie bóbreckim.